# Испания (площад в Мадрид)
Площад „Испания“ (на испански: Plaza de España) е голям площад, превърнал се в много известна туристическа дестинация.
Разположен е в Централен Мадрид, на западния край на улица „Гран Вия“. На площад „Испания“ се намира статуята на Мигел де Сервантес. Площадът е заграден от двата най-известни небостъргача в Мадрид, а на няколко минути път южно се намира и Паласио Реал.

## История
През 1808 г. площадът е част от хълма Принсипе Пио (Principe Pio). Той е използван от французите за изпълняване на затворнически екзекуции по време на въстанието от 2 май.

## Паметник на Мигел де Сервантес
В центъра на площада се намира паметникът на испанския писател, поет и драматург Мигел де Сервантес. Проектиран е от архитектите Рафаел Мартинес Сапатеро и Педро Мугуруса и скулптора Лоренсо Коуляут Валера. По-гляма част от паметника е построена между 1925 и 1930 г., а е завършен чак между 1956 г. и 1957 г. от Федерико Коуляут-Валера Мендегутия – син на Лоренсо Коуляут Валера.
Кулата част от паметника включва каменна скулптора на Сервантес, а на преден план са разположени две бронзови статуи на Дон Кихот и Санчо Панса. От двете страни на кулата са разположени още две каменни скулптори – репродукции на Дон кихотовата „истинска любов“. Едната като простата селянка Алдонса Лоренсо, а другата като красивата и въображаема Дулсинея дел Тобосо.

## Заобиколен от сгради
В непосредствена близост до площада се намират 2 величествени сгради – Торе де Мадрид (Torre de Madrid), висока 142 м. (466 фута) и построена през 1957 г., а до нея - Едифисио Еспаня (Edificio España), висока 117 м. (384 фута) и построена през 1953 г. 1

## Метроспирка „Площад Испания“
„Площад Испания“ е също и име на метростанция, намираща се на източния ъгъл на площада. Станцията обслужва линия #3 и #10 с връзка към #2 линия на Мадридското метро.